# کرایسیس (مجموعه بازی)
کرایسس (به انگلیسی: Crysis) عنوان یک مجموعه بازی ویدئویی به سبک تیراندازی اول شخص است که توسط شرکت کرای‌تک و موتور بازی‌سازی کرای اینجین توسعه یافته و به‌وسیلهٔ شرکت الکترونیک آرتس منتشر می‌شود. داستان مجموعه دربارهٔ افراد نظامی دارای لباسی ساخته شده از تکنولوژی ذرات نانویی عضله‌ای که از یکی از طرح‌های واقعی آمریکا نشات گرفته‌است که باعث افزایش نیروی فیزیکی، سرعت، دفاع و قابلیت نامرئی شدن را دارد.

## لیست بازی‌ها
| بازی‌ها            | کنسول‌ها                                      | سال            |
| ----------------- | -------------------------------------------- | -------------- |
| کرایسیس           | مایکروسافت ویندوز، ایکس‌باکس ۳۶۰، پلی‌استیشن ۳ | ۲۰۰۷           |
| کرایسیس وارهد     | مایکروسافت ویندوز                            | ۲۰۰۸           |
| crysis livinghell | مایکروسافت ویندوز                            | ۲۰۰۹           |
| کرایسیس ۲         | مایکروسافت ویندوز، پلی‌استیشن ۳، ایکس‌باکس ۳۶۰ | ۲۰۱۱           |
| کرایسیس ۳         | مایکروسافت ویندوز، پلی‌استیشن ۳، ایکس‌باکس ۳۶۰ | ۲۰۱۳           |
| کرایسیس ۴         |                                              | اعلام خواهد شد |